# المحقق كونان (أنمي)
المحقق كونان (أنمي) هو أنمي مستوحى من سلسلة مانغا شهيرة تُعرف باسم «المحقق كونان»، بدأ بثه في تاريخ 8 يناير من عام 1996 وحقق نجاحًا باهرًا منذ الحلقة الأولى له والأنمي من تأليف غوشو أوياما وكان لهُ أكثر من مخرج واحد في فترات متباينة، ويُدبلج في العالم العربي بواسطة إستوديوهات مركز الزهرة السورية بينما في اليابان يُبث على كل من شبكة تلفزيون نيبون وقناة يوميأوري وقناة أنيماكس. صُنف في كثير من الأحيان على أنه أفضل أنمي على الإطلاق وأحد رموز اليابان المهمة.
أُذيعت الحلقة الأولى في 8 يناير 1996 وعرضت الحلقات بالتوالي إلى أن وصلت إلى أكثر من 1,164 حلقة، وبذلك يحتل المركز الخامس عشر في قائمة أكثر الأنميات من حيث عدد الحلقات. ويتم عرض حلقة واحدة من الأنمي أسبوعيًّا على شبكة تلفزيون نيبون إلا في حالات عرض الأفلام فإنها قد تتأجل إلى أسبوعين أو أكثر، ولكن بشكل عام، تبلغ مدة عرض كل حلقة حوالي 25 دقيقة، ولكن في بعض الأحيان يعرض الاستديو بعض الحلقات الطويلة، والتي تعرف باسم (الحلقات الخاصة)، وهي حلقات تتبع سلسلة قائمة حلقات المحقق كونان لكنها تمتاز بطول مدة عرضها بحيث تتراوح ما بين 45 دقيقة إلى ساعتين من الزمن. ومنذ بداية عرض المحقق كونان على التلفاز في عام 1996، عُرِضَ حتى الآن ما يقارب 31 حلقة خاصة، كانت أول تلك الحلقات هي حلقة (الحلقة 43 - اختطاف كونان إدوغاوا) والتي عُرِضَتْ بتاريخ 8 أبريل 1996، بينما آخره تلك الحلقات هي (الحلقة 928 - رحلة المدرسة القرمزية) والتي عُرِضَتْ بتاريخ 12 يناير 2019. كما بُني على السلسلة 28 فيلمًا، التي عادة لا يكتبها المؤلف ذاته (غوشو أوياما) بل هناك كتاب آخرون يشاركون في تأليف الفيلم، ولكن أحيانًا يقتصر الفيلم الواحد على مؤلف واحد فقط، ويتم الإعلان عنها سنوياً في شهر نوفمبر ويتم عرضها في شهر أبريل في السنة التي تليها. اُفتتحت سلسلة الأفلام بصدور أولها بعنوان (العد التنازلي لناطحة السحاب) في 19 أبريل 1997، وبعدها أُصدر باقي الأفلام بمعدل فيلم لكل عام، وكان آخر فيلم من سلسلة الأفلام والذي قُرر إصداره في 18 أبريل 2024 بعنوان (ذكريات ذي العين الواحدة). كما تم إصدار 12 حلقة فيديو قصيرة (OVA) تبلغ مدة عرض كل حلقة حوالي 25 دقيقة.